# بیرون ا سیزونویرون
بیرون ا سیزونویرون (به فرانسوی: Bairon et ses environs) یک کمون (فرانسه) در فرانسه است که در آردن (دپارتمان) واقع شده‌است. بیرون ا سیزونویرون ۴۴٫۸۶ کیلومتر مربع مساحت دارد.